# Jernade Meade
Jernade Ronnel Meade, född 25 oktober 1992 i Luton, är en engelsk-montserratisk fotbollsspelare som spelar för Dartford.

## Karriär
I februari 2016 värvades Meade av AFC United. Den 26 mars 2018 värvades Meade av norska Aalesunds FK.